# 小林久平
小林 久平（こばやし きゅうへい、1875年4月23日 - 1954年2月7日）は、明治-昭和期の日本の化学者。

## 経歴・人物
新潟県に生まれる。東京帝国大学卒。同大学の講師、宝田石油技師を経て、1918年に早稲田大学教授となる。石油精製に使われる酸性白土の発見および研究で知られる。「酸性白土」の命名も小林が行っている。1935年工業化学会有功賞、1953年日本化学会功績賞受賞。
化学機械協会（現: 公益社団法人化学工学会）の初代会長（1936年-1938年）を務めた。

## 主な著書
- 酸性白土 (丸善 1925年)
- 人造石油工業 (丸善1938年)